# Phyllomedusa venusta
Phyllomedusa venusta är en groddjursart som beskrevs av William Edward Duellman och Linda Trueb 1967. Phyllomedusa venusta ingår i släktet Phyllomedusa och familjen lövgrodor. IUCN kategoriserar arten globalt som livskraftig. Inga underarter finns listade i Catalogue of Life.